# Roswell (Új-Mexikó)
Roswell az USA egyik városa, Új-Mexikó állam délnyugati részén, Chaves megyében található. Az öntözéses mezőgazdaság, a tejgazdaság, a lótenyésztés, a könyv- és magazinterjesztés, illetve a kőolajipar központja. Számos gyáregység is található a területén. Helyet ad az Új-Mexikói Katonai Intézetnek, amelyet 1891-ben alapítottak. A várostól néhány mérföldre északkeletre található a Bitter Lake National Wildlife Refuge, amely egy, a vadon élő állatok számára fenntartott rezervátum a Pecos folyó mentén.
Az 1930-as években Roswell volt számos későbbi rakétatechnikus, mint például Robert Goddard állomáshelye. Ez Demi Moore színésznő, John Denver zenész és Mike E. Smith zsoké szülővárosa. Itt nevelkedett Nancy Lopez, a kiváló golfjátékos is.
A város egy 1947-ben történt UFO-észlelés miatt is nagy sajtóvisszhangot kapott.

## Földrajz
A város 75 km²-nyi területen fekszik, ebből 0,1 km² víz (a teljes terület 0,07%-a).

## Demográfia
A 2000. évi összeírás szerint a város 19 327 épületében 45 293 lakos és 11 742 család él. A népsűrűség 604,3 fő/km². A város a rasszok szerinti csoportosításban: 70,96% fehér, 2,47% afroamerikai, 1,28% indián, 0,65% ázsiai, 0,05% óceániai, 21,29% egyéb, és 3,31% két vagy több csoportba is tartozik. A összlakosság 44,34%-a a hispán vagy latin rasszba sorolható.
17 068 háztartás van a városban, melyek 34,5%-ában él 18 év alatti gyermek, 49,1%-a házas, 14,9%-a női lakó férj nélkül, és 31,2%-a nem családos. Az összes háztartás 27,1%-át olyan magánszemély lakja, aki 65 éves vagy annál öregebb. Átlagosan 2,58 fő lakik egy háztartásban és 3,13 fő egy családban.
A városban a lakosság 28,5%-a 18 év alatti, 9,9%-a 18-24, 24,9%-a 25-44, 20,6%-a 45-64 és 16%-a 65 éves vagy annál idősebb. Az átlagéletkor 35 év. 100 nőre 93,1 férfi, minden 18 éves és idősebb nőre 88,7 férfi jut.
Egy átlagos háztartás éves jövedelme 27 252 dollár, egy átlagos család jövedelme 31 724 dollár. A férfiak átlagos éves jövedelme 26 554 dollár, szemben a nők 21 408 dollárjával. A város egy főre eső éves jövedelme 14 589 dollár. A lakosság 22,6%-a, és a családok 18,7%-a él a szegénységi küszöb alatt. Ezek 31,1%-a 18 év alatti, 13,8%-a 65 éves vagy annál idősebb.
| 2010 | 48 366 |
| 2020 | 48 422 |

## Történelem

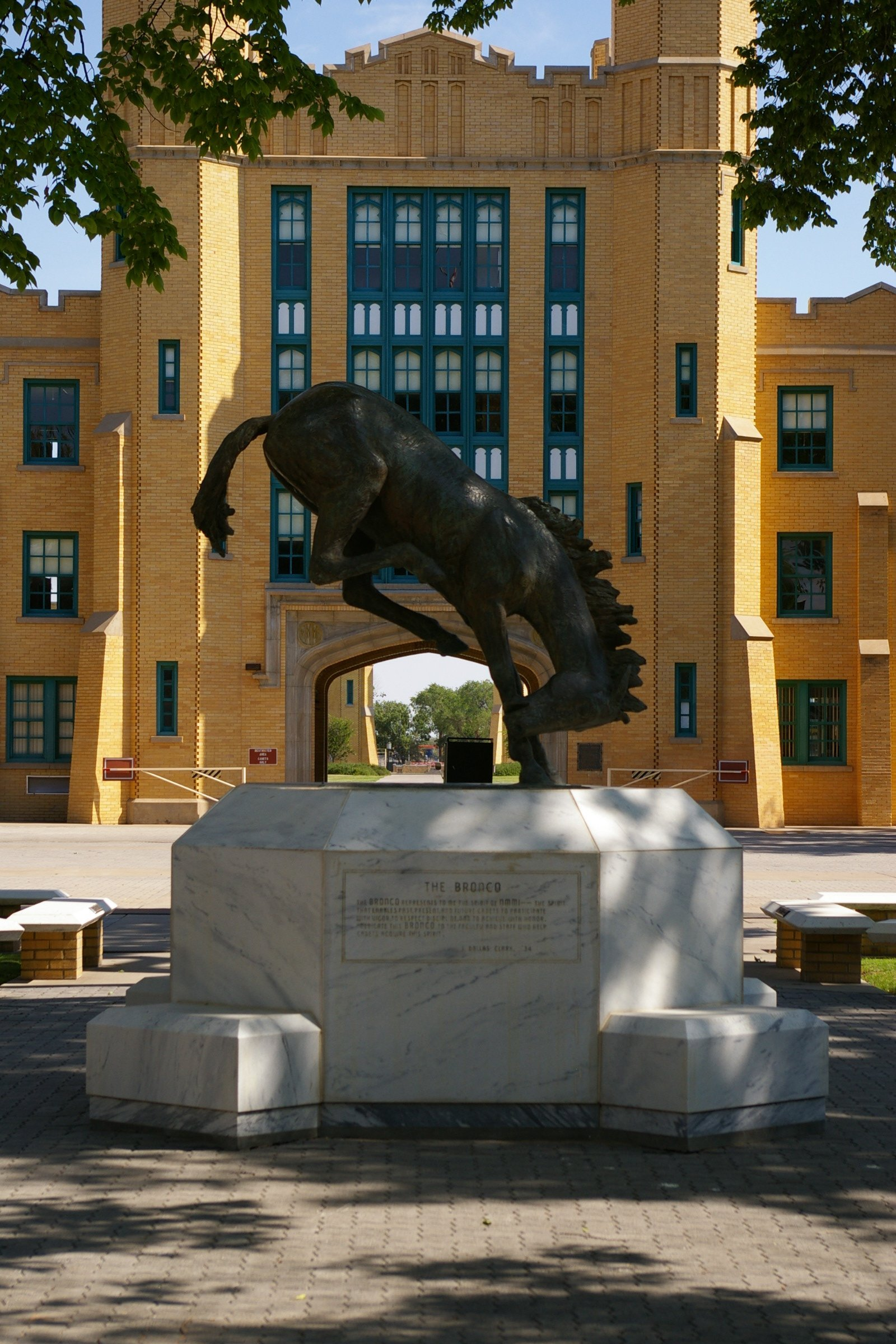
A Bronco tér és az Új-Mexikói Katonai Intézet épülete

Az első nem bennszülött telepesek a roswelli körzetben azok az úttörők voltak, akik 1865-ben megpróbáltak letelepedni Roswell mai helyétől délnyugatra, de a vízhiány miatt elhagyták eredeti területüket.
Van Smith, a Nebraska állambeli Omahából származó üzletember és társa, Aaron Wilburn 1869-ben felhúzott két vályogépületet ott, ahol ma Roswell áll. A két épület lett a telepesek általános üzlete, postája és vendégszállója. 1871-ben Smith megállapodást kötött a szövetségi kormánnyal az épületek körüli területről, és 1874-ben ő lett a város első postamestere. Ő nevezte el a várost Roswellnek, édesapja első keresztneve után.
1877-ben Joseph Calloway Lea százados és családja kivásárolta Smith és Wilburn tulajdoni jogát Roswellben és a környéken. A város viszonylag nyugodt település a Lincoln megyei háború (1877–1879) óta.
A fő víztározót a Nathan Jaffa farmon építették meg 1891-ben, a környéken először, ami a terület első nagyobb növekedésének és fejlődésének volt a bizonyítéka. A fejlődés folytatódott, amikor 1893-ban megépült a városon átvezető vasútvonal.
A második világháború alatt háborús börtön üzemelt Apricot Orchard közelében. Az elítéltek a városi infrastrukturális beruházásokon dolgoztak, például a Pecos folyó medrének kikövezésén, ahol keresztirányú vasrudakat építettek be a kövek közé. Ők fedték be a vasrudakat is, azonban az erózió kikezdte ezeket, és napjainkban láthatóvá váltak ott, ahol a csatorna keresztezi a Washington Avenue-t.
Az 1980-as évek elején a TMC (buszgyár) gyáregységet nyitott Roswellben, ahol buszokat gyártottak. Ez nem váltotta be a hozzá fűzött reményeket, újra és újra bezárt és újraindult, emiatt a helyi munkanélküliek száma is többször erősen változott.

## UFO

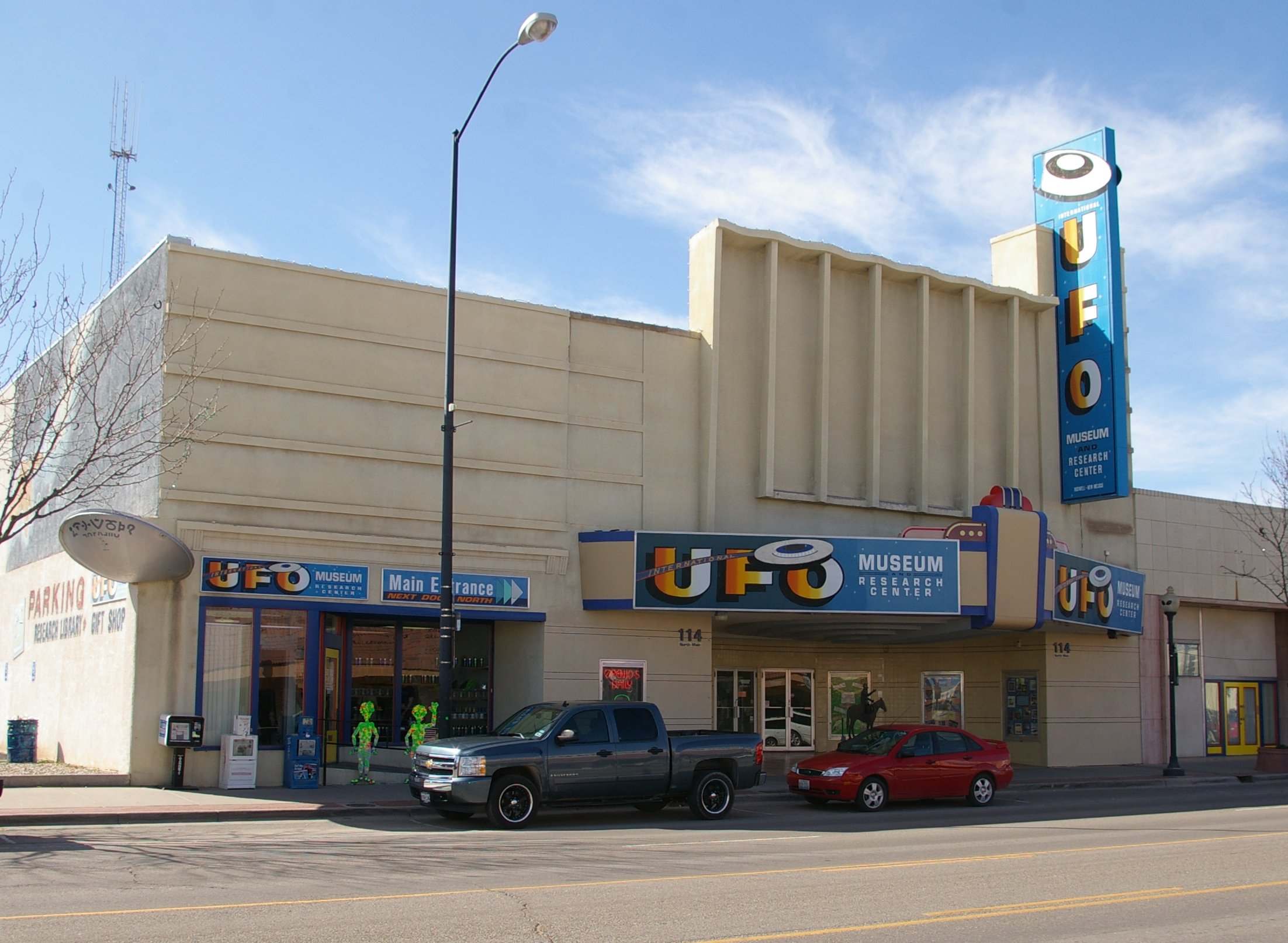
A Nemzetközi UFO Múzeum

1947. július 8.-án egy azonosítatlan repülő tárgy zuhant le a város külső részén. A következő napon az Egyesült Államok Légiereje bejelentette, hogy nem ufóról van szó, hanem egy meteorológiai léggömbről. Azóta Roswell – az 51-es körzettel együtt (az elméletek szerint itt őrzik a földönkívüli testeket) – lett a földönkívüli összeesküvés-elméletek központja.
A roswelli incidens története egyáltalán nem világos és nehezen összerakható a képe. Rengeteg különféle verzió van arra vonatkozólag, hogy hol találtak rá az állítólagos ufóra, hány utasa volt neki, hogy nézett ki, sőt az is felmerült, hogy nem egy, hanem két ufó járt szerencsétlenül akkor a város térségében. A legújabb felröppent hírek szerint az egyik ufonauta túlélte a balesetet, akiről még egy állítólagos filmfelvétel is előkerült.
1997. június 24-én a Pentagon sajtókonferenciáján számos videófelvételt és egy 231 oldalas részletes jelentést hozott nyilvánosságra, amely több évtizedes vizsgálat eredményeképpen minden észszerű kétséget eloszlatva cáfolja az UFO baleset létezését és ezzel a maga részéről lezárta az ügyet.
Miután bezárták a helyi katonai légitámaszpontot, Roswell kihasználta kellemes klímáját, és újra felfedezte önmagát mint visszavonult közösség. Az utóbbi húsz évben Roswell tőkét kovácsolt az állítólagos ufóbalesetből és vonzó célpont lett a földönkívüliek iránt érdeklődő turisták számára.